# 常泉忠通
常泉 忠通（つねいずみ ただみち、1937年4月9日 - ）は、日本の俳優。東京都出身。

## 人物
身長170cm、体重67kg。
趣味・特技は料理・日舞・海釣り・クラシックギター。

## 出演

### テレビドラマ
NHK
- 大河ドラマ / 徳川慶喜（1998年） - 橋本実麗
- 蟻のごとく

NTV
- 太陽にほえろ!
  - 第235話「刑事の娘が嫁ぐとき」（1977年） - 前沢猛
  - 第273話「逆恨み」（1977年） - 看守
  - 第304話「バスジャックの日」（1978年） - スナックのマスター
- 俺たちは天使だ!（1979年）
- 火曜サスペンス劇場 / 戸籍のない夫婦（1986年）
- 江戸の用心棒 第27話「春一番!江戸っ子娘」 - 三国屋与兵衛
- FACE〜見知らぬ恋人〜 第7話「花嫁誓い! 奇妙な噂が隣人を殺す!!」（2001年）

TBS
- 水戸黄門（C.A.L）
  - 第24部
    - 第10話「盗まれた三葉葵の印籠・高知」（1995年） - 徳兵衛
    - 第24話「慕う坊やに娘の真心 -高岡-」（1996年） - 井筒屋

  - 第25部 第14話「飛猿が恋をした・岡山」（1997年） - 九尾屋
  - 第26部 第6話「瞼に見えたお母ちゃん・徳山」（1998年） - 浪花屋倉衛門
  - 第27部 第18話「勘当された兄の真実・鶴岡」（1999年） - 大門屋
  - 第30部 第13話「黄門様は名鑑定士!・天橋立」（2002年） - 清兵衛
  - 第31部 第6話「娘剣士の上意討ち・吉田」（2002年） - 飯田頼母
  - 第32部 第10話「女黄門様は初恋の人」（2003年） - 西国屋彦兵衛
  - 第33部 第14話「命を賭けたお調子者」（2004年） - 津島監物
  - 第34部（2005年） - 川本屋
    - 第1話「旅のはじめのお見合い騒動・水戸・江戸」
    - 第4話「お世継ぎの陰謀を暴け・仙台」

  - 第35部 第16話「鬼と呼ばれた母の涙・延岡」（2006年） - 湊屋弥一
  - 第36部 第9話「御老公の悪党志願!・小浜」（2006年） - 伝兵衛
  - 第37部 第8話「嘘泣き父子の二人旅・久保田」（2007年） - 芹沢徳右衛門
  - 第38部 第1話「小藩を救え!いざ西へ・水戸・江戸」（2008年） - 金五郎
  - 第40部 第7話「引き裂かれた娘の友情・平泉」（2009年） - 大前屋
- 積木くずし〜親と子の200日戦争〜（1983年、TBS） - 少年課の刑事
- 大岡越前（C.A.L）
  - 第14部 第24話「友を裁いた名奉行」（1996年） - 叶屋徳蔵
  - 第15部 第7話「賄賂に揺れた老同心」（1998年） - 大瀬屋
- 天までとどけ 7（1998年） - 黒河内
- 砂の器 第10話「宿命・最終楽章前編」（2004年）
- 月曜ゴールデン / 「上条麗子の事件推理6 死を呼ぶ佐渡情話」（2009年） - 患者

CX
- 同心部屋御用帳 江戸の旋風IV 第11話「友情一路」（1979年） - 猪造
- 新・江戸の旋風 第9話「女郎蜘蛛の罠」（1980年）
- 女子アナ。 第6話「愛の告白は辞表!!　女の賭け」（2001年）
- 拝啓、父上様 第7話（2007年）
- 銭形平次
  - 第2シリーズ 第3話「家元の死」（1992年）
  - 第3シリーズ 第5話「消えた花婿」（1993年） - 喜左衛門
  - 第4シリーズ 第14話「偽りの過去」（1994年）
- ビッグマネー!〜浮世の沙汰は株しだい〜 第5話「許されたカンニング」（2002年）

ANB
- 新・必殺仕事人
  - 第10話「主水 純情する」（1981年） - 水野織部正
  - 第52話「主水 つゆ支度する」（1982年） - 霞屋
- 必殺仕事人III 第1話 「殺しを見たのは受験生」（1982年） - 宮部菊麿
- ザ・ハングマンシリーズ（ABC / 松竹）
  - ザ・ハングマン4 第14話「疑惑の新妻殺人犯に自白させる!」（1984年） - 日進不動産社員
  - ザ・ハングマンV 第21話「悪徳市長にハングマンが逮捕される!」（1986年） - 加藤良介（五星相互銀行支店長）
  - ハングマンGOGO 第8話「夏の夜の悪夢! 恐怖の怪奇ホテル」（1987年） - 銀行監査役
- 暴れん坊将軍VI
  - 第8話「め組が運んだ涙の訴状」（1994年） - 米問屋・倉戸屋藤兵衛
  - 第26話「吉宗、見参! 女剣士の挑戦状」（1995年） - 献参屋・尾張屋彦兵衛
- 暴れん坊将軍VII 第7話「愛妻騎馬奉行」（1996年） - 大和屋杢兵衛
- 暴れん坊将軍VIII 第1話「登場! 吉宗を振った女」（1997年） - 材木問屋・木曽屋久兵衛
- 暴れん坊将軍IX 第6話「だまされた男 芸者の吐息に仕掛けられた罠」（1998年） - 札差・伊勢屋善兵衛
- 暴れん坊将軍XI 第5話「爺が引退!? 吉宗苦悩の決断」（2001年） - 蝋燭問屋・相模屋矢助
- 四匹の用心棒 (4) かかし半兵衛ひとり旅（1992年） - 神林大学
- 四匹の用心棒 (5) かかし半兵衛無頼旅（1993年） - 熊谷十蔵
- 新・三匹が斬る! 第3話「消えた女房、砂金地獄に咲いた花」（1992年） - 嘉兵衛
- 土曜ワイド劇場
  - 駅弁探偵殺人事件 第2作「お立ち台ギャルとブルセラ女子高生の秘密 殺意の上信越 湯けむり旅行」（1995年） - 倉田代議士
  - 車椅子の弁護士・水島威 第2作「夢を燃やした女!?疑惑の焼死体に秘められた過去…消されたアリバイ」（1996年）
  - 法医学教室の事件ファイル
    - 第8作「真犯人も知らない“温かい死体”の謎!女医と検事に仕組まれた死亡推定時刻の罠」（1998年） - 寿司屋「江戸銀」主人
    - 第12作「呪いの文字を全身に書かれた死体! 連続殺人の謎をめぐる女医VS人気占い師の対決」（2000年） - 村川
    - 第20作「疑惑の美人ナース“殺された恋人は身元不明?”開きすぎた瞳孔の謎に挑む二人の女医」（2004年）

  - 50億を相続する女（2003年） - 高見沢秀一
  - 超高層ホテルウーマンvs女ガードマン（2007年） - 佐野輝正
- 世直し順庵!人情剣（2005年）

TX
- 眠狂四郎無頼控 第19話「毒牙を隠した花嫁」（1983年） - 伊佐山
- 夫婦ねずみ今夜が勝負!（1984年）

### 映画
- 横溝正史シリーズ 獄門島（1977年、東宝）
- 首都消失（1987年、東宝）
- 血を吸う宇宙（2001年） - 内閣総理大臣

### Vシネマ
- 実相寺昭雄の不思議館 議ノ巻（1992年、バンダイビジュアル）
- 実相寺昭雄のミステリーファイル1・幻の館（1997年）
- 実相寺昭雄のミステリーファイル3・奇の館（1997年）
- 実録外伝ゾンビ極道（2001年、アップリンク）

### テレビアニメ
- ルパン三世 (TV第2シリーズ)
  - 第104話「もっとも危険な黄金ベッド」（1979年） - モーガンの副官[要出典]
  - 第125話「オイルダラーの大謀略」（1980年） - イブ・タンピン[要出典]

### 劇場アニメ
- ルパン三世 カリオストロの城（1979年） - グスタフ衛士隊長[要出典]

### ラジオドラマ
- NHK FMシアター「いつかに続く調べ」（1995年）

### 舞台
- 水戸黄門 - 熊五郎
- 天と地と
- 明治太平記
- 放浪記

### CM
- エステー化学（現 エステー） - どこでも電池の消臭プラグ、天下無臭篇
- 富貴の酒
- サントリー - オールド
- 永谷園